# Station de téléphérique

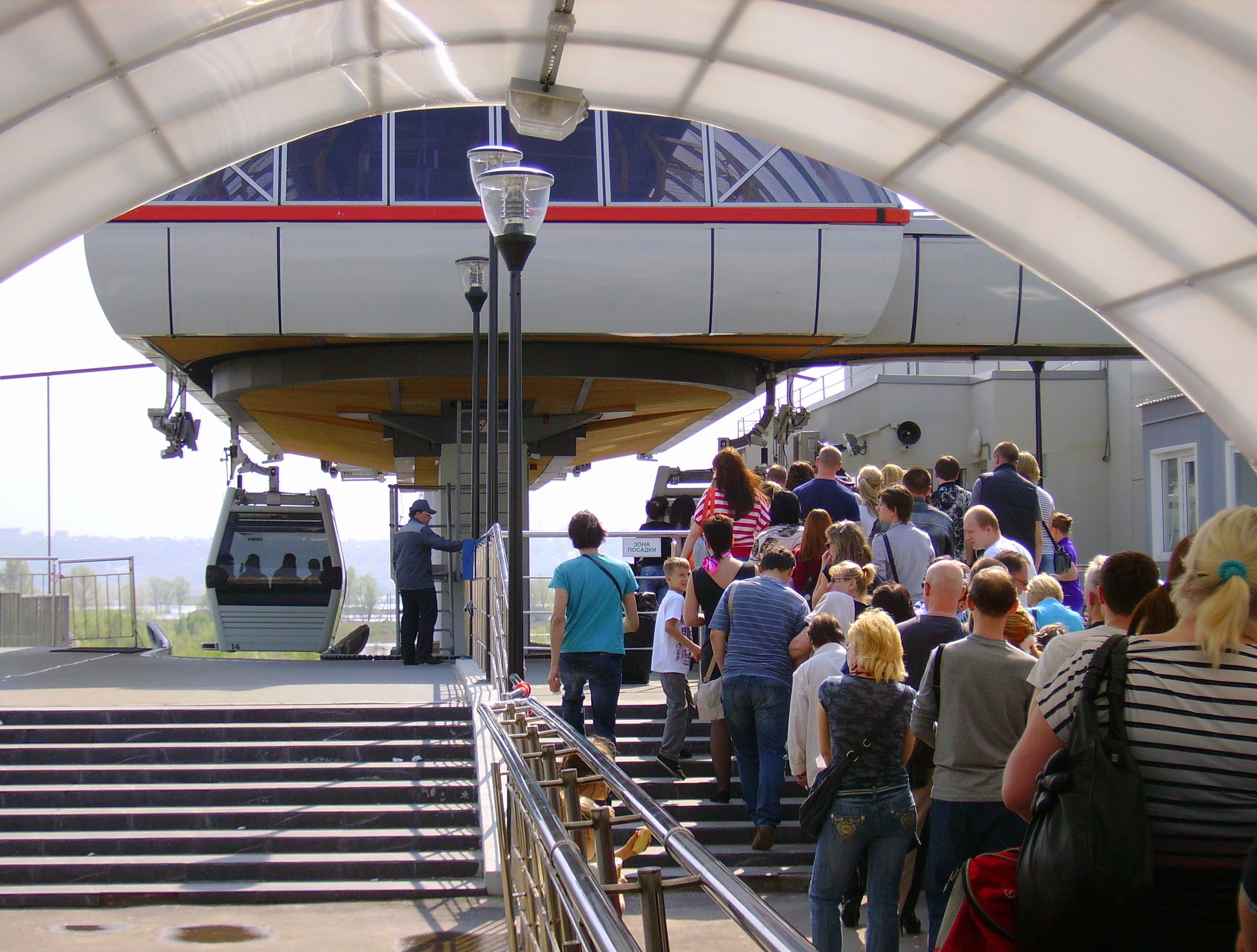
Station de téléphérique à Nijni Novgorod, en Russie.

Une station de téléphérique est une infrastructure de transport en commun servant de point d'arrêt le long ou au bout d'une ligne de téléphérique. Il s'agit d'une construction généralement semi-ouverte qui dispose de quais de gare où les passagers peuvent embarquer et débarquer alors que les cabines sont à l'arrêt ou progressent très lentement.